# 岩手県立宮古北高等学校
岩手県立宮古北高等学校（いわてけんりつ みやこきたこうとうがっこう）は、岩手県宮古市田老字八幡水神に所在する公立の高等学校。
合併前の住所は田老町であったが、平成の大合併により住所と名前が一致した。通称「宮北」（みやきた）。

## 過去に設置されていた学科
- 全日制課程
  - 体育科

## 沿革
- 1949年（昭和24年）4月10日 - 創立。岩手県立宮古高等学校定時制課程田老分校、田老鉱山分室設置、並びに入学式。
- 1950年（昭和25年）4月1日 - 田老鉱山分室、田老鉱山分校に昇格。田老分校に昼間部設置。
- 1951年（昭和26年）4月1日 - 田老分校昼間部に移行のため、夜間部生徒募集停止。
- 1952年（昭和27年）4月1日 - 修業年限2年の前期課程、田老分校に農水産課程、鉱山分校に商業、採鉱課程を設置。
- 1961年（昭和36年）5月29日 - 田老鉱山分校がフェーン災害により校舎が全焼。その後田老分校に通い授業を継続。
- 1962年（昭和37年）1月21日 - 田老鉱山分校、田老第二小中学校新校舎落成と共にその一部を借用し、移転。
- 1963年（昭和38年）3月31日 - 田老鉱山分校、生徒募集停止。
- 1965年（昭和40年）4月1日 - 田老町より新築の校舎を借り受け、田老一中の間借校舎から校庭向側の新校舎へ移転。
- 1967年（昭和42年）2月26日 - 田老鉱山分校閉校式。
- 1970年（昭和45年）4月1日 - 分校主事制度施行。
- 1971年（昭和46年）3月31日 - 田老分校定時制課程募集停止。
- 1971年（昭和46年）4月1日 - 田老分校全日制課程普通科となり、1学級を設置。
- 1972年（昭和47年）4月1日 - 田老分校2学級を募集。
- 1975年（昭和50年）4月1日 - 田老分校3学級を募集。
- 1977年（昭和52年）12月19日 - 岩手県議会において、岩手県立学校設置条例の一部改正を議決し、岩手県立宮古北高等学校の設置を決定。
- 1978年（昭和53年）1月19日 - 宮古北高地鎮祭を行う。
- 1978年（昭和53年）4月7日 - 宮古北高開校式並びに入学式挙行。岩手県立宮古北高等学校田老分校第2学年120名・第3学年123名の本校への移籍、並びに第1学年136名の入学許可。
- 1978年（昭和53年）11月4日 - 校歌（作詞；駒井雅三・作曲；高橋功宜）、校旗制定披露式。
- 1979年（昭和54年）3月20日 - 岩手県高等学校の管理運営に関する規定を一部改正する規則により2学級恒久増。昭和54年度から1年5学級225名定員となる。
- 1979年（昭和54年）3月25日 - 柔・剣道場竣工
- 1989年（平成元年）4月1日 - 新制服を制定。
- 1990年（平成2年）4月1日 - 全日制課程・体育科設置決定（1学級40名）
- 1991年（平成3年）3月29日 - プール竣工。
- 1993年（平成5年）3月31日 - パソコン25台更新。
- 1993年（平成5年）5月31日 - プール上屋完成。
- 2000年代 - 体育科募集停止。

## 概要
- 通学

　川沿いに校舎があるため、通学路では鮭の遡上を見ることができる。生徒の大半は三陸鉄道を利用している。
- 宮北祭（みやきたさい）

　年に一度行われる、学園祭である。
- オリンピア

　体育祭的な物。以前は名前の元となった「オリンピック」に基づき、聖火ランナーによる聖火の点灯式も行なわれていた。
- 東日本大震災

　2011年（平成23年）3月11日に発生した東北地方太平洋沖地震（東日本大震災）では校舎の被害は免れたものの、田老地区沿岸広域が被災したため校舎の一部を避難所にした。

## アクセス
- 三陸鉄道リアス線 田老駅より 徒歩20分
- 岩手県北バスA24 宮古北高校前より 徒歩1分
- 三陸沿岸道路 田老南インターチェンジより約600m

## 卒業生
- 大村秀哉 （おおむら しゅうや、1975年12月28日生まれ） - 音楽バンド「Térra（テラ）」にてドラムを担当。バンドは2001年解散。

- 小田代直子（おだしろ なおこ、1986年3月30日生まれ） - 民謡歌手。2013年4月10日、アルバム「明日への虹」（キングレコード）でメジャーデビュー。宮古市観光親善大使。